# Bill Graham

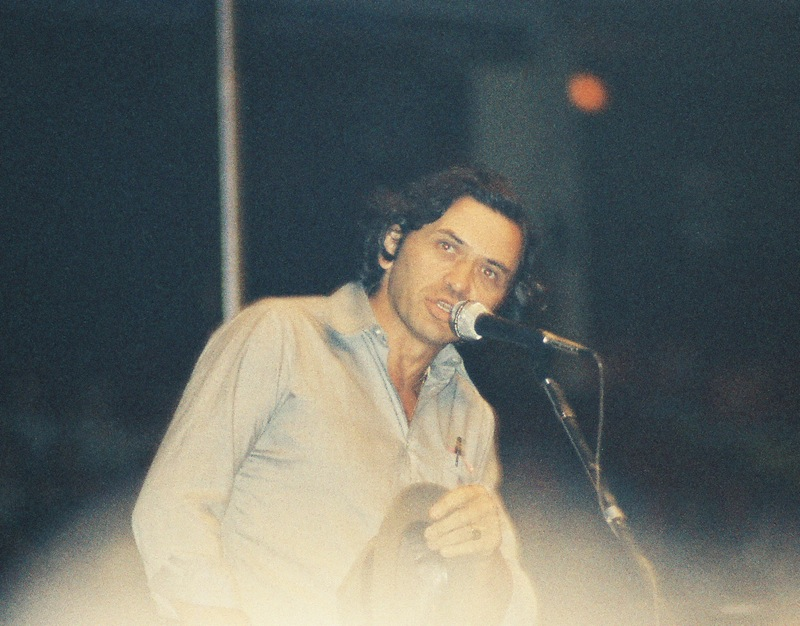
Bill Graham, 1974

Bill Graham, geboren als Wolfgang Grajonca (Berlijn, 8 januari 1931 - Vallejo (Californië), 25 oktober 1991) was een belangrijk Amerikaanse muziekimpresario van Duitse komaf.
Graham werd geboren in Duitsland en verloor in de Tweede Wereldoorlog zijn ouders. Hij werd door een Amerikaanse familie geadopteerd.
In de jaren zestig dreef Graham een aantal muziektheaters, waaronder het Fillmore West en Winterland in San Francisco, en het Fillmore East in New York. Daarnaast handelde hij in psychedelische posters van artiesten als Wes Wilson en Rick Griffin. Als acteur had hij onder andere een bijrol in de film Apocalypse Now van Francis Ford Coppola.
Na een concert van Huey Lewis and the News in Grahams Shoreline Amphitheater in Mountain View raakte de helikopter met Graham, zijn partner Melissa Gold en de piloot in een zware storm. Het toestel kwam in botsing met een hoogspanningsmast en stortte neer, waarbij de inzittenden de dood vonden.
Een week later werd een herinneringsconcert georganiseerd in het Golden Gate Park, waarbij onder anderen Grateful Dead en John Fogerty optraden.